# Albizia philippinensis
Albizia philippinensis är en ärtväxtart som beskrevs av Ivan Christian Nielsen. Albizia philippinensis ingår i släktet Albizia och familjen ärtväxter. Inga underarter finns listade i Catalogue of Life.